# Distretto di Kohistan (Badakhshan)
Il distretto di Kohistan è un distretto dell'Afghanistan, appartenente alla provincia di Badakhshan.